# Distretto di Lal Wa Sarjangal
Il distretto di Lal Wa Sarjangal è un distretti dell'Afghanistan che si trova nella parte settentrionale della provincia del Ghowr. Capoluogo è la città omonima. La popolazione, esclusivamente Hazara di origine turco-mongola, è di 126 000 abitanti.
Come altri distretti montuosi, anche quello di Lal Wa Sarjangal soffre la siccità e gli inverni lunghi e rigidi: entrambi questi fattori hanno un impatto negativo sull'agricoltura, che è la maggior fonte di reddito.
I sistemi sanitario ed educativo sono carenti entrambi.